# امیرآباد (اردستان)
امیرآباد (اردستان)، روستایی از توابع بخش زواره شهرستان اردستان در استان اصفهان ایران است.
روستایی از توابع بخش مرکزی شهرستان اردستان در استان اصفهان ایران است.اين روستا يكي از قديمي ترين روستاهاي استان اصفهان  است كه در حوالي شهر زواره  قرار دارد  اين روستا کویری می باشد  .ساكنين اين منطقه اكثرا مهاجرت كرده و اين منطقه براي تفريحات ييلاقي و قشلاقي بسيار مناسب است . در حال حاضر آب منطقه لوله كشي ميباشد و همچنين لوله كشي گاز و سيم كشي برق و تلفن در اين روستا موجود است. اين منطقه زمين هاي بايري براي كشت ميوه هايي همچون پسته ، عناب ، سنجد ، انار ، سيب دارد  همچنين قلعه تاریخی امیر حسین خان نیز در این روستا می باشد .

## جمعیت
این روستا در دهستان ریگستان قرار دارد و براساس سرشماری مرکز آمار ایران در سال 1395، جمعیت آن 116نفر  بوده‌است.